# Rosinos de la Requejada
Rosinos de la Requejada és un municipi de la província de Zamora a la comunitat autònoma de Castella i Lleó. Rosinos de la Requejada (124 hab.), Doney de la Requejada (69 hab.), Santiago de la Requejada (76 hab.), Escuredo (22 hab.), Rionegrito (18 hab.), Carbajalinos (38 hab.), Villarejo de la Sierra (53 hab.), Anta de Rioconejos (59 hab.), Monterrubio (8 hab.) i Gusandanos (2 hab.).

## Demografia
| 1991 | 1996 | 2001 | 2004 |
| ---- | ---- | ---- | ---- |
| 643  | 548  | 509  | 492  |